# Cayetana López Rey
Cayetana López Rey (* 17. Juni 2005 in Madrid) ist eine spanische Volleyballspielerin.

## Karriere
López Rey begann ihre Karriere bei CV Alcobendas. Von 2019 bis 2022 spielte die Nachwuchs-Nationalspielerin bei CAEP Soria. 2022 wechselte die Außenangreiferin zum deutschen Verein Rote Raben Vilsbiburg. Dort spielte sie in der Saison 2022/23 mit der zweiten Mannschaft in der Zweiten Liga Süd, bevor sie 2023/24 auch im Erstliga-Team zum Einsatz kam. 2024/25 spielte der Verein in der Zweiten Liga Pro und die Außenangreiferin wurde zur MVP der Saison. 2025 wurde López Rey vom Erstligisten 1. VC Wiesbaden verpflichtet.

## Privates
López Rey stammt aus einer sportlichen Familie. Ihre Mutter war ebenfalls professionelle Volleyballspielerin. Ihr Vater und ihre drei Brüder spielen Handball.